# 南松寺
南松寺（なんしょうじ）は、東京都練馬区にある真宗高田派の寺院。

## 概要
元和年間（1615年～1624年）、宗雲によって開山された。宗雲は館山藩里見家の家臣の出身で、江戸下谷沼（現・東京都台東区東上野）に「松寿庵」を設けたのが起源である。その後、唯念寺の塔頭となり、第9世住職淳美の代に「臥龍山南松寺」を名乗った。
1923年（大正12年）の関東大震災に罹災し、本尊の阿弥陀如来は何とか避難させたが、その他の寺宝はほとんど失った。そして復興に伴う区画整理のため、1928年（昭和3年）に現在地に移転した。
当寺は長らく台東区に位置していたことから、檀家もかつては台東区に住んでいた家が多い。

## 交通アクセス
- 練馬春日町駅より徒歩7分。